# Шальбах
Шальбах (нем. Schallbach) — община в Германии, в земле Баден-Вюртемберг. 
Подчиняется административному округу Фрайбург. Входит в состав района Лёррах.  Население составляет 711 человек (на 31 декабря 2010 года). Занимает площадь 3,95 км².